# Вступ Швейцарії до Європейського Союзу
Вступ Швейцарії до Європейського Союзу є однією з трьох процедур (разом з процедурами Норвегії та Ісландії), які провалилися. Після відхилення на референдумі Угоди про Європейську економічну зону 6 грудня 1992 р. Швейцарія заморозила переговори про вступ, офіційно не знявши свою кандидатуру.
Окрім мікродержав (Андорра, Монако, Сан-Марино, Ватикан та Ліхтенштейн), Швейцарія є однією з небагатьох західноєвропейських країн (разом з Норвегією та Ісландією), яка не входить до Європейського Союзу. Тим не менш, країна продовжує процес інтеграції до Європейського Союзу як партнер через двосторонні угоди.
1 березня 2016 року Національна рада голосує за проєкт Лукаса Реймана № 14.3219 (ШНП / СГ), який просить Федеральну раду офіційно відкликати заявку Швейцарії на членство в Європейському Союзі.
14 червня 2016 року Рада кантонів Швейцарії ухвалила пропозицію з проханням до Федеральної ради офіційно відкликати заявку Швейцарії на членство в Європейському Союзі.

## Історія
10 травня 1991 року Федеральна Рада оголосила про намір приєднатися до процесу європейської інтеграції. 19 жовтня 1991 року Федеральна рада вирішила, що варіант приєднання до Європейського Союзу є кінцевою метою Швейцарії, а кроком до членства в Європейській економічній зоні (ЄЕЗ) має стати acquis communautaire, необхідного для членства.
Федеральна рада вважає, що членство дозволить Швейцарії брати участь у визначенні змісту політичного союзу, створеного щойно підписаним Маастрихтським договором. Крім того, Рада бажає скористатися перевагами «конвою», сформованого країнами-кандидатами Австрії, Швеції та Фінляндії.
Однак 6 грудня 1992 року членство в ЄЕЗ було відхилено на примусовому референдумі подвійною більшістю людей і кантонів. Отже, з 5 лютого наступного року Федеральна Рада пропонує комплекс програм компенсації економічних недоліків, спричинених неучастю в ЄЕЗ. Серед них – програма, спрямована на адаптацію швейцарського законодавства в економічних сферах, які охоплюються ЄЕЗ, але на добровільній основі і не пов’язана з інститутами Союзу.

### Кандидатура

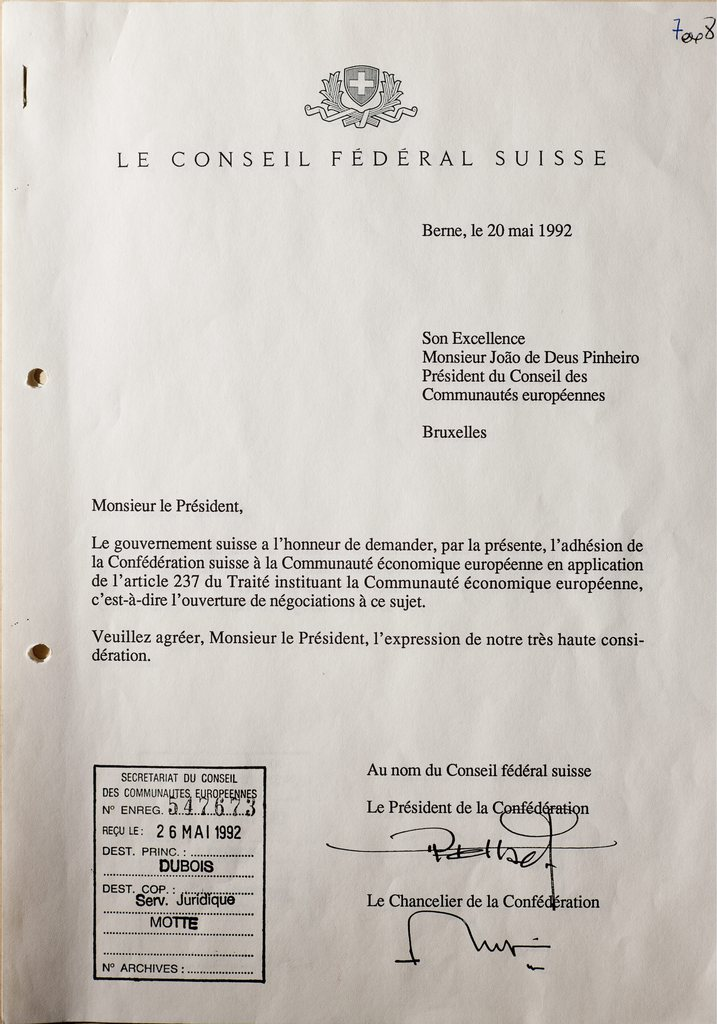
Заява про членство від 20 травня 1992 року.

Лист заявки датований 20 травня 1992 року. Кандидатура Швейцарії в ЄЕС була передана португальському уряду, який на той час був відповідальним за головування в Раді Європейського Союзу. Прохання знову було надано міністру закордонних справ Португалії Жоау де Деушу Пінейру.
Уряд Швейцарії має честь цим попросити про приєднання Швейцарської Конфедерації до Європейського економічного співтовариства відповідно до статті 237 Договору про створення Європейського економічного співтовариства, тобто про початок переговорів з цього питання.— Рене Фельбер і Франсуа Кушепен, Офіційна заявка Швейцарії на членство в Європейському Союзі

### Відмова
Швейцарія офіційно подала заявку на членство в 1992 році, але це було скасовано після відмови швейцарського народу і кантонів ратифікувати угоду про ЄЕЗ шляхом обов’язкового референдуму 6 грудня 1992 року. Негативне голосування на референдумі рівносильно дезавуації швейцарського політичного класу щодо заявки на членство.
Протилежне голосування могло змусити Швейцарію розпочати переговори про вступ і включити її до Союзу після нового референдуму, одночасно з Австрією, Фінляндією та Швецією в 1995 році.

#### Наслідки
Згодом Федеральна рада проводить серію двосторонніх переговорів з Європейським Союзом. Це призводять укладання двосторонніх угод 11 грудня 1998 року та їх підписання 21 червня 1999 року.
У червні 2001 року Швейцарія та Європейський Союз вирішили розпочати нові двосторонні переговори з 10 тем. Перші 7 – це питання, які не могли бути вирішені під час попередніх переговорів і щодо яких Швейцарія та ЄС зобов’язалися розпочати переговори в заключному акті двосторонніх угод I. Теми оподаткування заощаджень та боротьби з шахрайством відповідають запитам ЄС, тема Шенгенської та Дублінської конвенцій – запиту Швейцарії. 19 травня 2004 р. було укладено і підписано 26 жовтня ІІ Двосторонні угоди. Вони знаменують собою продовження двостороннього шляху, на який вступила Швейцарія. Для останнього він полягає у відстоюванні своїх інтересів і прагматичним вирішенні конкретних проблем, які виникають у його відносинах з ЄС.
Двосторонні угоди II 2004 року набирають чинності в різні дати. Уже діють такі угоди: перероблена сільськогосподарська продукція (30.03.2005 р.), пенсії (31.05.2005 р.), оподаткування заощаджень (1.07.2005 р.), ЗМІ та навколишнє середовище (1.04.2006 р.), статистика (1.01.2005 р.). , 2007), а також Шенген/Дублін (12 грудня 2008). Дата набуття чинности угоди про боротьбу з шахрайством так і не була визначена.

### Зняття кандидатури
1 березня 2016 року Національна рада (нижня палата) Федеральних зборів прийняла пропозицію члена національної ради SVP Лукаса Реймана та закликала відкликати заявку Швейцарії на членство. Федеральна рада проти цього. 15 червня 2016 року 27 із 46 членів Ради держав (верхня палата) схвалили відкликання заявки на членство в Європейському Союзі.

## Питання щодо членства в Швейцарії

### Народні ініціативи
Виникло два питання щодо впливу членства Швейцарії на систему прямої демократії: наслідки застосування права Співтовариства та будь-які правові та інституційні адаптації. Справді, через примат права Союзу національне право, що суперечить, більше не буде застосовуватися.

### Нейтралітет
У контексті процедури вступу піднімається питання про нейтралітет швейцарської держави. Комісія висловлює свою позицію щодо нейтралітету держав-заявників у позиції від 31 липня 1991 року щодо заявки Австрії на членство. Комісія хоче гарантувати, що Австрія не буде посилатися на свій нейтралітет, щоб заблокувати процес прийняття рішень щодо СЗПБ.
На думку Європейської комісії, нейтральна держава має вирішувати, чи сумісне членство в Союзі зі статусом нейтралітету, і, якщо необхідно, скорегувати його, щоб, зокрема, відповідати цілям ЄС. Адже в Союзі спільна оборона.

### Діяльність Уряду та Асамблеї
Федеральна рада вважає, у своїй інтеграційній доповіді за 1999 рік, що членство потребуватиме збільшення кількості членів уряду (Федеральної ради) та деяких його повноважень. Це мало бути компенсовано збільшенням прав на участь парламенту та кантонів.

## Ставлення

### У Швейцарії
| Ліворуч | Ліворуч                          | Позиція | Основні аргументи |
| ------- | -------------------------------- | ------- | --- |
|         | Соціалістична партія             | Так     | «PS Switzerland […] є єдиною урядовою партією, яка виступає за швидке відкриття переговорів про вступ до ЄС, щоб Швейцарія припинила розтратити свій суверенітет, відновивши « автономний » рішення ЄС, жодним чином не пов'язані з їх виробленням». |
|         | Християнсько-демократична партія | Ні      | «PDC визнає необхідність розвитку двостороннього маршруту. Зокрема, у сфері доступу до європейського ринку Швейцарія зацікавлена в розвитку двосторонніх угод. […] Членство в ЄС не стоїть на порядку денному».                                      |
|         | Ліберально-радикальна партія     | Ні      | «Система двосторонніх угод є найкращим рішенням для нашої країни. PLR хоче поглибити цей шлях, виключивши будь-яку ізоляціоністську політику або членство в ЄС».                                                                                     |
|         | Центр Демократичного Союзу       | Ні      | «Членство в ЄС не є варіантом для Швейцарії. Це було б діаметрально протилежним опорним стовпам Швейцарської Конфедерації, а саме суверенітету, нейтралітету, прямій демократії та федералістській структурі».                                       |

## Громадська думка

### Голосування щодо Європейської економічної зони
| Дата            | Організація                             | Тема                            | Відсоток |
| --------------- | --------------------------------------- | ------------------------------- | -------- |
| 1999 (січень)   | Center for Security Studies de l'EPFZ   | Вступ до ЄС                     | 53 %     |
| 1999 (серпень)  | Center for Security Studies de l'EPFZ   | Вступ до ЄС                     | 57 %     |
| 2000            | Center for Security Studies de l'EPFZ   | Вступ до ЄС                     | 48 %     |
| 2000 (травень)  | Référendum sur les Accords Bilatéraux I | Підтримка двосторонніх відносин | 67.2 %   |
| 2001 (травень)  | Initiative populaire «Oui à l'Europe!»  | Вступ до ЄС                     | 76,8%    |
| 2001            | Center for Security Studies de l'EPFZ   | Вступ до ЄС                     | 40 %     |
| 2002            | Center for Security Studies de l'EPFZ   | Вступ до ЄС                     | 40 %     |
| 2003            | Center for Security Studies de l'EPFZ   | Вступ до ЄС                     | 32 %     |
| 2003            | Center for Security Studies de l'EPFZ   | Вступ до ЄС                     | 38 %     |
| 2004            | Center for Security Studies de l'EPFZ   | Вступ до ЄС                     | 33 %     |
| 2005            | Center for Security Studies de l'EPFZ   | Вступ до ЄС                     | 40 %     |
| 2006            | Center for Security Studies de l'EPFZ   | Вступ до ЄС                     | 32 %     |
| 2007            | Center for Security Studies de l'EPFZ   | Вступ до ЄС                     | 29 %     |
| 2008            | Center for Security Studies de l'EPFZ   | Вступ до ЄС                     | 27 %     |
| 2009            | Center for Security Studies de l'EPFZ   | Вступ до ЄС                     | 31 %     |
| 2010            | Center for Security Studies de l'EPFZ   | Вступ до ЄС                     | 31 %     |
| 2011            | Center for Security Studies de l'EPFZ   | Вступ до ЄС                     | 19 %     |
| 2012 (травень)  | Sophia pour L'Hebdo                     | Вступ до ЄС                     | 16 %     |
| 2012 (листопад) | Isopublic pour SonntagsZeitung          | Вступ до ЄС                     | 11,5 %   |
| 2012 (листопад) | Isopublic pour SonntagsZeitung          | Вступ до ЄЕЗ                    | 32 %     |
| 2013            | Center for Security Studies de l'EPFZ   | Вступ до ЄС                     | 17 %     |
| 2014            | Center for Security Studies de l'EPFZ   | Вступ до ЄС                     | 17 %     |
| 2014 (листопад) | MIS Trend pour L'Hebdo                  | Вступ до ЄС                     | 17,3 %   |
| 2015            | Center for Security Studies de l'EPFZ   | Вступ до ЄС                     | 21 %     |
| 2016            | Center for Security Studies de l'EPFZ   | Вступ до ЄС                     | 16 %     |
| 2016 (листопад) | gfs.berne                               | Підтримка двосторонніх відносин | 81 %     |
| 2016 (листопад) | gfs.berne                               | Проти                           | 19 %     |
| 2016 (листопад) | gfs.berne                               | Вступ до ЄЕЗ                    | 50 %     |
| 2016 (листопад) | gfs.berne                               | Вступ до ЄС                     | 10%      |
| 2017 (березень) | gfs.berne pour InterPharma              | Підтримка двосторонніх відносин | 75 %     |
| 2017 (березень) | gfs.berne pour InterPharma              | Вступ до ЄС                     | 15 %     |
| 2017 (травень)  | Center for Security Studies de l'EPFZ   | Вступ до ЄС                     | 15 %     |
| 2017 (листопад) | gfs.berne pour SRF                      | Підтримка двосторонніх відносин | 60 %     |
| 2017 (листопад) | gfs.berne pour SRF                      | Проти                           | 40 %     |
| 2017 (листопад) | gfs.berne pour SRF                      | Вступ до ЄЕЗ                    | 51%      |
| 2017 (листопад) | gfs.berne pour SRF                      | Вступ до ЄС                     | 21 %     |
| 2018 (квітень)  | gfs.berne pour NZZ am Sonntag           | Підтримка двосторонніх відносин | 82 %     |
| 2018 (квітень)  | gfs.berne pour NZZ am Sonntag           | Проти                           | 18 %     |
| 2018 (квітень)  | gfs.berne pour NZZ am Sonntag           | Вступ до ЄЕЗ                    | 45 %     |
| 2018 (квітень)  | gfs.berne pour NZZ am Sonntag           | Вступ до ЄС                     | 13 %     |
| 2018 (веревень) | Sotomo pour SSR                         | Рамкова угода                   | 59 %     |
| 2018            | Center for Security Studies de l'EPFZ   | Вступ до ЄС                     | 16 %     |
| 2019            | Center for Security Studies de l'EPFZ   | Вступ до ЄС                     | 15 %     |
| 2019 (жовтень)  | Baromètre européen de Credit Suisse     | Рамкова угода                   | 63 %     |
| 2019 (жовтень)  | Baromètre européen de Credit Suisse     | Вступ до ЄЕЗ                    | 8 %      |
| 2019 (жовтень)  | Baromètre européen de Credit Suisse     | Вступ до ЄС                     | 7 %      |
| 2020            | Center for Security Studies de l'EPFZ   | Вступ до ЄС                     | 13 %     |
| 2020 (листопад) | Baromètre européen de Credit Suisse     | Рамкова угода                   | 53 %     |
| 2020 (листопад) | Baromètre européen de Credit Suisse     | Вступ до ЄЕЗ                    | 9 %      |
| 2020 (листопад) | Baromètre européen de Credit Suisse     | Вступ до ЄС                     | 7 %      |
| 2021            | Center for Security Studies de l'EPFZ   | Вступ до ЄС                     | 17 %     |
| 2021 (листопад) | Baromètre européen de Credit Suisse     | Рамкова угода                   | 74 %     |
| 2021 (листопад) | Baromètre européen de Credit Suisse     | Вступ до ЄЕЗ                    | 52 %     |
| 2021 (листопад) | Baromètre européen de Credit Suisse     | Вступ до ЄС                     | 20 %     |

| Назва                                                             | Статус     | Домен             | Дата голосування | Так (виборці та кантони) | Ні (виборці та кантони) |
| ----------------------------------------------------------------- | ---------- | ----------------- | ---------------- | ------------------------ | ----------------------- |
| Референдум щодо вступу Швейцарії до Європейської економічної зони | Відмовлено | Зовнішня політика | 6 грудня 1992    | 49.7 % (8)               | 50.3 % (18)             |